# Ammophila macra
Ammophila macra là một loài côn trùng cánh màng trong họ Sphecidae, thuộc chi Ammophila. Loài này được Cresson miêu tả khoa học đầu tiên năm 1865.